# Píñar
Píñar – gmina w Hiszpanii, w prowincji Grenada, w Andaluzji, o powierzchni 111,35 km². W 2011 roku gmina liczyła 1283 mieszkańców.
Góra Píñar ze ściętym stożkowym kształtem ma ruiny zamku, który został ogłoszony zabytkiem narodowym, a także kopułą ważnych jaskiń archeologicznych, takich jak Carigüela i Las Ventanas.
W miejscowości jest stacja kolejowa Píñar.